# María de la Paz Luna Félix
María de la Paz Luna Félix (* 31. Januar 1962) ist eine mexikanische Badmintonspielerin.

## Karriere
María de la Paz Luna nahm 1985, 1991 und 1993 an den Badminton-Weltmeisterschaften teil. 1990 siegte sie bei den Zentralamerika- und Karibikspielen, 1991 gewann sie Bronze bei den Panamerikameisterschaften. 1999 wurde sie Dritte bei den Argentina International.

## Sportliche Erfolge
| Jahr | Veranstaltung                     | Disziplin   | Platz | Name                                    |
| ---- | --------------------------------- | ----------- | ----- | --------------------------------------- |
| 1977 | Mexikanische Meisterschaft        | Damendoppel | 1     | Ester Luna / María de la Paz            |
| 1990 | Zentralamerika- und Karibikspiele | Damendoppel | 3     | Ana Laura de la Torre / María de la Paz |
| 1990 | Zentralamerika- und Karibikspiele | Dameneinzel | 1     | María de la Paz                         |
| 1991 | Panamerikameisterschaft           | Dameneinzel | 3     | María de la Paz                         |